# Pareas guanyinshanensis
Pareas guanyinshanensis — вид неотруйних змій родини Pareidae. Описаний у 2024 році.

## Поширення
Ендемік Китаю. Поширений в провінції Юньнань. Відомий лише у типовому місцезнаходженні — провінційний природний заповідник Гуаньїньшань, село Шуйцзінвань, селище Ганьян, округ Юаньян, префектура Хунхе.

## Опис
Тіло завдовжки 482—540 мм, довжина хвоста відносно тіла 0,26–0,30. Верхня поверхня голови темно-жовто-червона або жовтувато-коричнева, з густими дрібними чорними плямами; спинна поверхня тіла жовтувато-червона або жовтувато-коричнева; живіт і нижні поверхні голови і хвоста рожево-жовті або жовті, з більш-менш дрібними чорними плямами; райдужка червоно-жовта або жовта.